# Kirakós játék

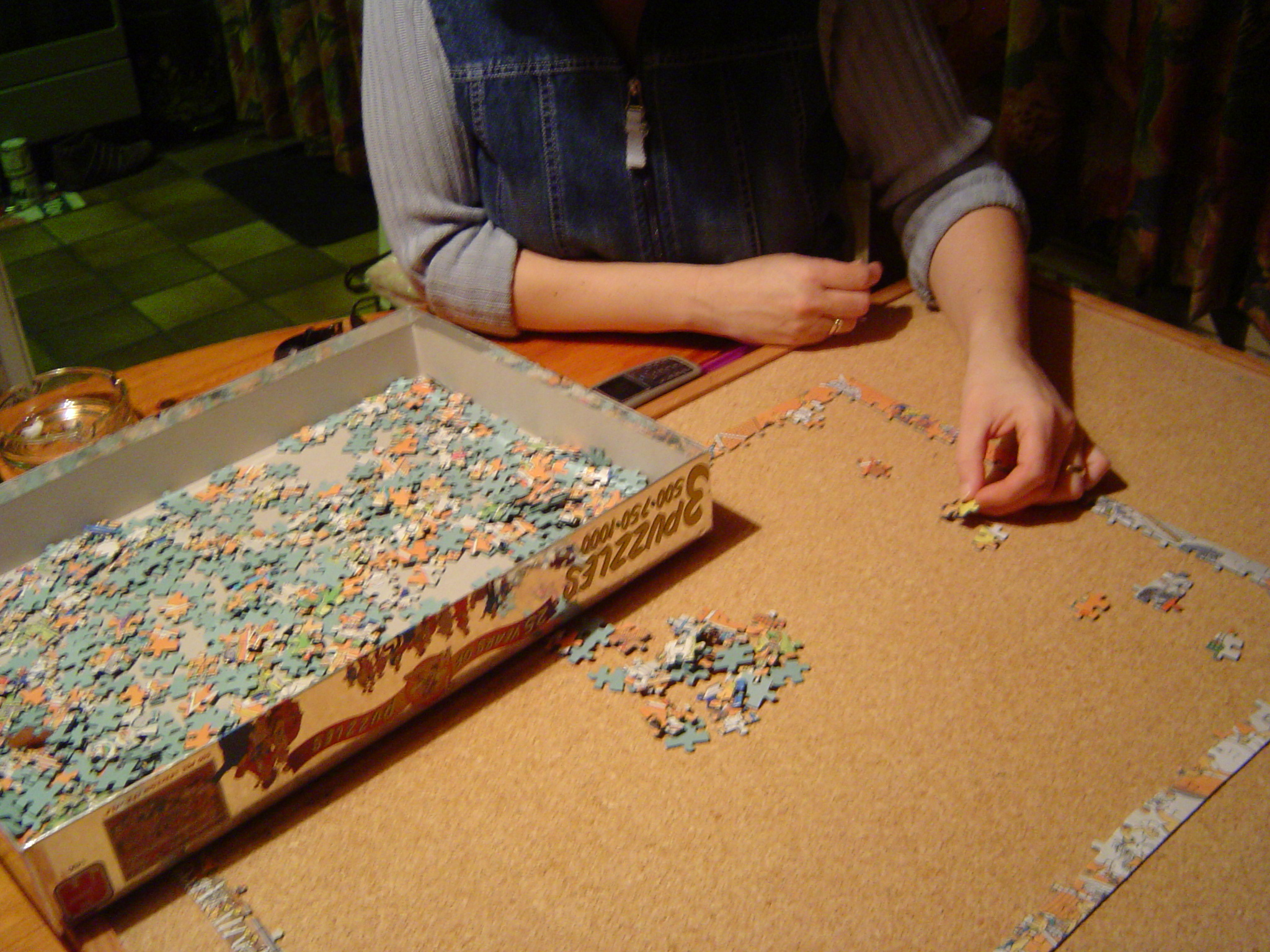
Játék egy kirakóval

A kirakós játék egy darabja

A kirakós játék egy türelemjáték, ahol a játékos megpróbál a játék apró darabjaiból egy nagyobb képet összeállítani.

## Történet
A kirakó nem egy modern játék. Feltalálóként az angol John Spilsbury térképkészítőt és rézmetszőt jegyzik, aki 1763-ban egy Nagy-Britannia-térképet ragasztott egy falapra, majd lombfűrésszel szétfűrészelte a grófságok határai mentén (innen ered a játék angol neve, a „lombfűrészrejtvény”). A játékos célja az volt, hogy a térképet újra összeillessze. Ezt a kirakót, mint segédanyagot a földrajztudomány tanulásához árusította. A darabok még nem rendelkeztek fogakkal, mint a mai játék. A ma ismert kirakó először a 19. század második felében jelent meg.
Léteznek olyan kirakójátékok is, amelyeknek több megoldása van, ezek az úgynevezett kaleido puzzle-k. E kirakók darabjain nem egy kép darabjai láthatóak, hanem a kirakó elemeinek alakja, illetve az egymás mellé rendezett elemek hordoznak valamilyen esztétikai értéket, alkotnak valamilyen mintát. Az ilyen kirakóknál az a fő kihívás, hogy a keretben elférjen a játék az összes darabja, illetve a látvány esztétikus legyen.

## Előállítás
A 20. század második felében kezdődött meg a korábban csak kisipari technológiával készített játék tömeggyártása. Ez lehetővé tette, hogy az addigi drága játékot jutányos áron lehessen árusítani, ami jelentősen növelte népszerűségét. Azóta a mai napig alig változott az előállítás módja. Egy kartonpapírra nyomtatott motívumot vagy ábrát kis darabokra stancolnak. Az egyedi stancolás miatt minden darabka másképpen néz ki. Igen nagy ábrák esetén több késre is szükség lehet. Ami a vágási pontosságot illeti, az elmúlt időkben jelentős előrelépések történtek. Ez a pontosság az egyik legfontosabb minőségi jellemzője a kirakónak a nyomtatási minőség és a színek tartóssága mellett. Minél pontosabban kerülnek kivágásra a darabkák, annál kisebb a valószínűsége, hogy egy nem odavaló darabkát sikerül az embernek beillesztenie.

## Méretek
Létezik kirakós játék csupán néhány résszel kisgyermekek számára, illetve vannak óriási feladványok, több mint 10 000 darabkából, haladók számára. Számukra az egyik legismertebb gyártó – a Ravensburger – háromféle 18 000 darabos kirakós játékot is kínál. Jelenleg a legnagyobb az Eduka spanyol cég „Life” márkanevű kirakósa, ami 24 000 darabos, ára körülbelül 140 €, és ha sikerül kirakni, akkor 4,28 × 1,57 méter helyet igényel.
2020-ban a legnagyobb puzzle 51 300 darab, amit a Kodak 2020. tavasz végén dobott piacra, 868 centiméter széles és 190 centiméter magas, 600 USD-ért árulják. A Ravensburgernek van jelenleg két fajta, 40 320 darabos kirakója és az Educa is árul 42 000 darabosat.

## Nehézség
A játék nehézsége nem csak a darabkák számától, hanem a színezéstől is függ, azaz attól, hogy mekkora az a felület, ahol csupán elenyésző színkülönbségek vannak. Lehetőség van az interneten keresztül olyan játék vásárlására, amelynek semmi motívuma sincs, avagy két kirakós van benne összekeverve. Természetesen a kettő kombinációját is árusítják már. A legérdekesebb variáció az olyan kirakós, amelynek mindkét oldalára nyomtatnak képet, és a játékos feladata, hogy a helyeset kiválassza. Ravensburger kínál két ilyen puzzle-t is Krypt silber (654 rész) és Krypt Bronze (631 rész) néven. Az egyik egy ezüst szürke, a másik bronz színű 70 × 50 cm nagyságú felületet ad a türelmes kirakás után.

## Versenyek
Habár a kirakós játék egy pasziánsz, és így általában csupán csak egyedül játsszák, rendeznek olyan versenyeket, amelyeknél a résztvevőknek azonos alakzatot kell a lehető legrövidebb idő alatt kirakni. Természetesen rekordokat is lehet felállítani kirakós kirakással, amivel be lehet kerülni a Guinness-rekordok könyvébe, mint 2004. szeptember 26-án a németországi Königsbrunn-ban megrendezett az első Német Puzzle Napon, az ekkor kirakott puzzle-lánccal.

## Külső hivatkozások
- Puzzle.lap.hu - linkgyűjtemény
- voknel.com[halott link]
- online jigsaw puzzles community
- Puzzle Online
- https://nuus.hu/unatkozom/erdekes/0503/ez-a-legnagyobb-puzzle-a-vilagon/
- https://www.ravensburger.us/products/jigsaw-puzzles/adult-puzzles/ff_teilezahl_vv_40320%20pieces/category.html